# Schalker Kreisel
Der Schalker Kreisel ist eine Spielform im Fußball, die in den 1920er Jahren von  der Mannschaft des FC Schalke 04 um Ernst Kuzorra und dessen Schwager Fritz Szepan entwickelt wurde.
Der Schalker Kreisel ist ein Passspiel mit direkten kurzen Pässen, basierend auf dem schottischen Kurzpassspiel. Charakteristisch für diese Form des Zusammenspiels war das aktive Freilaufen der nichtballführenden Mitspieler, um dem Ballbesitzenden permanent mehrere Anspielstationen zu bieten und so den Ball förmlich in das Tor des Gegners zu tragen mit dem Ideal, alle Gegner ausgespielt zu haben. Heutzutage wird eine solche Taktik vor allem als One-Touch-Fußball oder Tiki-Taka bezeichnet.

## Spielweise
Die Fußballwelt spielte zu dieser Zeit typischerweise eine Formation, die schottische Furche genannt wird, zwei Verteidiger, drei Mittelfeldspieler (damals Läufer genannt, weil sie den Ball von hinten nach vorne tragen mussten) und 5 Angreifern, die traditionell sehr flach agierten. Der Schalker Kreisel brach mit dem Konzept. 
Nominell oft als Stürmer auf dem Feld, ließ Szepan sich etwa häufig ins Mittelfeld fallen, um Anspielpunkt für die Läufer zu sein und Bälle weiterzuverteilen. Es ergaben sich eine bessere Staffelung und mehr Anspielpunkte.
Die Verteidigung gegen den Schalker Kreisel gestaltete sich entsprechend schwierig. Spieler, die sich aktiv freiliefen, gab es damals praktisch nicht. Die Schalker spielten den Ball oft von einer Seite auf die andere (daher der Begriff "kreiseln"), oft auch Querpass und Steilpass im Wechsel.

## Herkunft und Wirkung
Diese Taktik war damals in Deutschland noch unbekannt und wurde durch die in Dortmund geborenen und bis zu ihrer Ausweisung nach dem Ersten Weltkrieg in Großbritannien arbeitenden Brüder Hans und Fred Ballmann nach Gelsenkirchen gebracht. Durch ihren verwirrenden Charakter für den Gegner kam man auf den Begriff „Schalker Kreisel“, oder es hieß: „Die Schalker kreiselten wieder“.
Mit dieser attraktiven Spielweise wurde Schalke in den 1930er und 1940er Jahren in Deutschland sehr populär und erfolgreich.
„Aufs Tor zu schießen und nicht noch einmal abgespielt zu haben war verpönt“, wird die Spielform von einem Mitglied dieser Mannschaft im Buch 100 Schalker Jahre zitiert. In einer Zeit, in der Fußball in erster Linie athletisch geprägt war, wirkte der Fokus auf die Technik für die Zuschauer oft befremdlich, besonders dann, wenn er nicht erfolgreich war. So wurde der Schalker Kreisel auch vom eigenen Publikum oft ausgepfiffen. So können in der zeitgenössischen Berichterstattung dieselben Phrasen gefunden werden, wie es sie heute noch bei Ballbesitzteams gibt: "In Schönheit sterben" oder den "Ball ins Tor tragen zu wollen" waren typische Kritikpunkte, gepaart mit der Forderung nach mehr Zielstrebigkeit.

## Stadionzeitung
Die Stadionzeitung des FC Schalke 04 trägt seit der Saison 2011/12 ebenfalls wieder den Namen Schalker Kreisel, nachdem sie in der vorangegangenen Spielzeit unter dem Titel Auf Schalke veröffentlicht worden war. Daneben trägt auch ein Magazin, das seit der Saison 2010/11 die Mitglieder des FC Schalke 04 zehnmal pro Jahr über Neuigkeiten und Wissenswertes rund um den Verein informiert, den Titel Schalker Kreisel.